# Arno Behrisch
Arno Erich Behrisch (* 6. Juni 1913 in Dresden; † 16. September 1989 in Hof) war ein deutscher Politiker (SPD, SAP, DFU) und Widerstandskämpfer gegen den Nationalsozialismus.

## Leben
Behrisch lernte Schriftsetzer. Er wurde Mitglied der SPD und ihrer Jugendorganisation Sozialistische Arbeiter-Jugend (SAJ). Mit dem aufkommenden Nationalsozialismus verließ er die SPD und schloss sich 1931 der stärker links orientierten Sozialistischen Arbeiterpartei (SAP) an.
Nach der Machtergreifung floh er nach Untergrundarbeit in Dresden zunächst 1934 in die Tschechoslowakei, dann 1938 über Polen und das Baltikum nach Schweden. Dort war er in der Landesgruppe deutscher Gewerkschafter und bei der Internationalen Transportarbeiter-Föderation (ITF) aktiv. Er konnte in Schweden in seinem erlernten Beruf als Typograph arbeiten. 1940 wurde er wegen Sabotage im Auftrag Großbritanniens und einer Zusammenarbeit mit dem britischen Militärgeheimdienst Special Operations Executive verurteilt. Er hatte als Angehöriger einer Gruppe um den britischen Agenten Alfred Frederick Rickman (Rickman-Liga) versucht, die für NS-Deutschland bestimmten Erztransporte im Hafen von Oxelösund zu behindern. Von 1940 bis 1944 war er im Stockholmer Zentralgefängnis Långholmen und im nordschwedischen Falun inhaftiert. Dort war Herbert Wehner, Funktionär der KPD im schwedischen Exil, sein Zellennachbar.
Im Januar 1945 ging er nach Dänemark und war dort bis zum Ende der Zeit des Nationalsozialismus deutscher Vertreter bei der dänischen Widerstandsbewegung. Anschließend kehrte er nach Deutschland zurück. Er beteiligte sich in Franken am Wiederaufbau der SPD, der er 1944 gemeinsam mit den meisten Mitgliedern der SAP-Gruppe in Schweden um August Enderle, Stefan Szende und Willy Brandt wieder beigetreten war, und war in den 1950er Jahren Unterbezirksvorsitzender im bayerischen Hof und zeitweise stellvertretender Landesvorsitzender der bayerischen SPD. 1949 gewann er das Bundestagsdirektmandat im Wahlkreis Hof.
Behrisch wurde zum Gegner der Neuausrichtung der SPD, wie sie das Godesberger Programm vorsah. Darin sah er ein Bekenntnis „zur Nato, zum Altar und zum Geldsack“ und in Wehner den „Hauptinitiator der Politik des Bekenntnisses zur Nato“. 1961 verließ er nach der Eröffnung eines Ordnungsverfahrens gegen ihn die Partei und wurde Mitglied der Deutschen Friedensunion, deren Direktorium er bis 1968 angehörte.
Als am 18. August 1961 in einer außerordentlichen Sitzung des Bundestags die verschiedenen Parteivertreter den Bau der Mauer in Berlin verurteilten, gab Behrisch als letzter Redner unter nahezu tumultuösen Bedingungen dem Westen eine Mitschuld an der Grenzschließung. Die Berlin-Krise beruhe auf einer „monumentalen Fehleinschätzung“ der seit 1952 vom Westen praktizierten „Politik der Stärke“. Man hätte sich frühzeitig kompromissbereit zeigen müssen.
Um Wehner und der von ihm vertretenen Parteilinie etwas entgegenzusetzen, arbeitete er 1963 gemeinsam mit dem Enthüllungspublizisten und Verlagsinhaber Hans Frederik auch mit DDR-Stellen zusammen und unternahm zu diesem Zweck zusammen mit Frederik Reisen dorthin. Behrisch gehörte zu den Mitinitiatoren der Ostermarsch-Bewegung in Deutschland. 1979 wurde er auf dem Bundeskongress der VVN-Bund der Antifaschisten in das Präsidium der Organisation gewählt.
Bis 1961 war Behrisch Chefredakteur der Oberfränkischen Volkszeitung und schrieb auch für die Deutsche Volkszeitung. Konfliktbeladen war sein Verhältnis zu Heinrich Giegold, dem Chefredakteur der Frankenpost.
Behrisch war zweimal verheiratet.

## Abgeordneter
1946 bis 1949 gehörte Behrisch dem Bayerischen Landtag an, anschließend bis 1961 dem Deutschen Bundestag. Von seinem Übertritt zur DFU bis zum Ende der Legislaturperiode wenige Monate später war er der einzige Bundestagsabgeordnete dieser Partei. Behrisch kandidierte bei der Bundestagswahl 1969 vergeblich als Direktkandidat der Aktion Demokratischer Fortschritt im Wahlkreis 114, Dortmund.  Er erreichte lediglich 0,8 % der Erststimmen.

## Publikationen
- Oberfranken im Würgegriff. Eine Zusammenfassung und Ergänzung der einschlägigen Denkschriften und Reden, Hof 1950
- SPD und die politische Alternative. 1964.
- Stoppt den Rechtskurs, stärkt die demokratische Opposition. 1968.